# Paweł Deląg

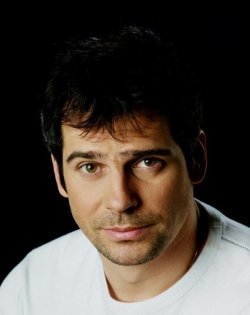
Paweł Deląg (2008)

Paweł Maciej Deląg (* 29. April 1970 in Krakau, Polen) ist ein polnischer Schauspieler.

## Leben
Paweł Deląg wuchs gemeinsam mit seiner jüngeren Schwester, der Schauspielerin Dorota Deląg, in seiner Heimatstadt Krakau auf. In seiner Jugend war er mehr dem Sport und dem Reisen zugetan als der Schauspielerei. Erste Erfahrungen sammelte er auf der Theaterbühne nur über Schulaufführungen. Später studierte er an der Akademia Wychowania Fizycznego im. Bronisława Czecha und Jura an der Jagiellonen-Universität, wobei er schließlich 1993 sein Schauspielstudium an der Państwowa Wyższa Szkoła Teatralna im. Ludwika Solskiego abschloss.
Im selben Jahr wurde er nicht nur Vater eines kleinen Sohnes, sondern debütierte auch in der Rolle des serbischen Flüchtlings Dolek Horowitz in Steven Spielbergs Kriegsdrama Schindlers Liste (1993). Seitdem war er in französischen, russischen und auch englischen Produktionen wie Sie wusste zuviel, Todeskommando Russland und Das Schicksal Roms zu sehen. Neben polnischen Film- und Fernsehproduktionen tritt Deląg auch regelmäßig am Theater auf. So spielte er bereits in Kielce, Breslau und Warschau.

## Filmografie (Auswahl)
- 1993: Schindlers Liste (Schindler's List)
- 1994: Tod im seichten Wasser (Halál sekély vízben)
- 2001: Quo vadis?
- 2007: Wir sind so verhasst (Nous nous sommes tant haïs)
- 2008: Sie wusste zuviel (Une femme à abattre)
- 2008: The House – Die Schuldigen werden bestraft (House)
- 2008: Todeskommando Russland (V iyune 41-go)
- 2010: Kriegssöldner – The KillerWar (Pyataya kazn)
- 2011: Das Schicksal Roms (The Destiny of Rome, Fernsehserie, zwei Folgen)
- 2024: Krzyk – Losing Control